# 讓·佐治斯古
讓·佐治斯古（羅馬尼亞語：Jean Georgescu，1904年2月25日—1994年4月8日）是羅馬尼亞導演、編劇和演員。

## 生平
在攝影師 Nicolae Barbelian 的支持下，他製作了自己的第一部電影《一日百萬富翁》。
他因「在羅馬尼亞共產黨成立50週年之際在建設社會主義工作中的特殊功績」而被授予一級文化功勳勳章（1971年）。

## 外部連結
- 讓·佐治斯古在互联网电影资料库（IMDb）上的資料（英文）
- 讓·佐治斯古在豆瓣上的资料（简体中文）
- 《中国大百科全书》第三版网络版中的条目： （简体中文）
- Cinemagia - Jean Georgescu （页面存档备份，存于）
- Un secol de cinema. Maestrii. Jean Georgescu （页面存档备份，存于）. Arhiva TVR.
- Aniversare Jean Georgescu （页面存档备份，存于）. Canalul All About Romanian Cinema
- Omagiu Jean Georgescu （页面存档备份，存于）. Universitatea Hyperion